# Mammina cara (film)
Mammina cara (Mommie Dearest) è un film del 1981 diretto da Frank Perry.
È un film biografico ispirato alla vita dell'attrice Joan Crawford e basato sull'omonimo romanzo scritto dalla figlia Christina Crawford, di produzione statunitense, e interpretato da Faye Dunaway.

## Trama
Il film narra la vita dell'attrice Joan Crawford, vista con gli occhi della figlia adottiva Christina. La donna, nel suo testamento, non ha lasciato nulla ai figli adottivi (nel film sono solo due invece di quattro), ma l'ultima parola l'ha avuta Christina, scrivendo la biografia della mamma, in cui l'accusa di essere isterica, alcolizzata, ossessionata dall'idea dell'ordine e dell'igiene; spesso scaricava le sue ire sui figli, ora esigendo troppo dalla giovane, ora sfogando la sua collera in modo violento, ora infliggendole immotivate crudeltà.
I figli dunque hanno dovuto sottostare all'indole amorale della donna e agli sfoghi delle sue frustrazioni. Per due volte Christina finisce in un collegio e la seconda volta l'istituto è molto simile a una casa di correzione. La Crawford, rimasta vedova di uno dei maggiori azionisti della Pepsi-Cola, diviene una donna d'affari, mentre Christina continuerà mediocremente la carriera di attrice.

## Produzione
Riprese
Le riprese si sono svolte in USA, dal 26 gennaio 1981 al 1º maggio dello stesso anno.

## Distribuzione
Il film è uscito nelle sale statunitensi il 18 settembre 1981.

## Accoglienza

### Incassi
Il film in totale ha incassato 39 milioni di dollari, a fronte di un budget di 5 milioni.

### Critica
Nonostante le tiepide recensioni che il film ha avuto nel mondo della critica cinematografica, la pellicola è diventata col tempo un vero e proprio cult in America. Sull'aggregatore di recensioni Rotten Tomatoes il film ha ottenuto un punteggio medio del 49% sul 100%, basato su 43 recensioni di critici cinematografici. Il film ha vinto il Razzie Awards al peggior film nel 1981 e il Razzie Awards come peggior film del decennio nel 1989.
Il personaggio di Joan Crawford, interpretato da Faye Dunaway, appare al #41 posto nella classifica dei personaggi più cattivi della storia del cinema.

## Curiosità
- Durante un'intervista del 1970 Joan Crawford dichiarò che Faye Dunaway fosse l'unica giovane attrice ad avere tutte le carte per diventare una vera star.[3]
- Una battuta del film ("Niente grucce di ferro, che ci fanno le grucce di ferro in questo armadio, io te l'ho detto, no, perché, te l'ho detto, che ci fanno!", "No wire hangers, ever!" in lingua originale) è stata inserita nel 2005 nella lista delle cento migliori citazioni cinematografiche di tutti i tempi stilata dall'American Film Institute, nella quale figura al 72º posto[4].